# Barbatuques
 (mars 2023).
Si vous disposez d'ouvrages ou d'articles de référence ou si vous connaissez des sites web de qualité traitant du thème abordé ici, merci de compléter l'article en donnant les références utiles à sa vérifiabilité et en les liant à la section « Notes et références ».
Barbatuques est un groupe brésilien de percussions corporelles formé en 1996 par Fernando Barba. Il s'inspire de la musique populaire brésilienne pour produire des mélodies et des rythmes en utilisant le corps comme instrument de musique.

## Biographie
Fondé en 1996 par le musicien brésilien Fernando Barba, le groupe met sept années pour achever un premier album. Lors des deux années suivantes, il participe à différents évènements principalement dans les États de Rio de Janeiro et de São Paulo. En 2005, le groupe fait sa première tournée internationale, se produisant en France et en Espagne. Depuis, il tourne dans de nombreux autres pays à travers le monde : aux États-Unis, en Suisse, au Portugal, au Liban, en Russie, au Sénégal, en Colombie, en Chine et en Afrique du Sud.
En 2008, le groupe participe au premier International Body Music Festival, à San Francisco. En 2010, il joue à Shanghai à l'occasion de l'exposition universelle ainsi qu'en Afrique du Sud pour annoncer la Coupe du monde de football au Brésil.
Barbatuques est par ailleurs le partenaire de plusieurs musiciens ou groupes tels que Bobby McFerrin, Camille, Keith Terry, One Giant Leap, Marku Ribas, Stênio Mendes, Chico César, Badi Assad et le Cirque du Soleil.
En 2014, le groupe assure en partie la bande originale du film Rio 2 avec le titre Beautiful Creatures et la berceuse Don't Go Away, interprétée en anglais et en portugais. La même année, il signe en partie la bande originale du film Favelas.

## Discographie
- 2003 : Corpo do Som| 1.    | Barbapapa's Groove                    | 3:17  |
| 2.    | Na Tribo                              | 0:21  |
| 3.    | Baião Destemperado                    | 2:43  |
| 4.    | O Canto da Ema / Pra Onde Vai Valente | 3:55  |
| 5.    | Ule Ule                               | 0:43  |
| 6.    | Andando Pela África                   | 4:14  |
| 7.    | Do Mangue a Manga                     | 5:00  |
| 8.    | Onça                                  | 2:22  |
| 9.    | Peixinhos Do Mar / Marinheiro Só      | 2:47  |
| 10.   | Num Deu Pra Creditá                   | 4:43  |
| 11.   | Capuera                               | 1:47  |
| 12.   | Invasão dos Monges                    | 10:13 |
| 42:05 |                                       |       |

- 2005 : O Seguinte é Esse| 1.    | Abduzidos                      | 1:43 |
| 2.    | Cheiro verde                   | 5:09 |
| 3.    | Baianá                         | 4:39 |
| 4.    | Sexta-Feira                    | 0:57 |
| 5.    | Skarabush                      | 3:14 |
| 6.    | Maufoxé                        | 0:39 |
| 7.    | Djengo                         | 2:12 |
| 8.    | DuBauru                        | 4:16 |
| 9.    | Bom S combina bem              | 2:42 |
| 10.   | Carcará                        | 3:38 |
| 11.   | Respirando                     | 1:06 |
| 12.   | Tudo vem                       | 4:16 |
| 13.   | Vento                          | 5:08 |
| 14.   | Faz parte / Barbapapa´s Groove | 7:24 |
| 47:03 |                                |      |

- 2008 : Corpo do Som ao Vivo (DVD)

1. Faz Parte
2. Barbapapa's groove
3. Andando pela África
4. Baião Destemperado
5. Peixinhos do Mar
6. Camisa 10
7. Regência
8. Djengo
9. Pra Onde Vai Valente
10. Do Mangue a Manga
11. Baianá
12. Veleiro Grande
13. Carcará